# Marina (kulturno-povijesna cjelina)
Kulturno-povijesna cjelina naselja Marine.

## Opis
Srednjovjekovno ime Marine je Bosiljina i u tom se obliku ime prvi puta spominje u ispravi kralja Zvonimira iz 1078. g. Trogirski biskup Franjo Marcello od 1495. do 1500. gradi u moru kulu, a uz nju i utvrdu Citadelu, koja je pokretnim mostom bila povezana s kulom u jedinstvenu obrambenu cjelinu. Selo se formiralo oko utvrde, a bilo je zaštićeno obrambenim zidom koji je oko sela zatvarao oblik poligona. „Vela“ i „Mala vrata“ bila su povezana glavnom seoskom ulicom koja je vodila u smjeru istok – zapad. Krajem 17. stoljeća vrše se obnove kaštela i sela zbog prijetnje Morejskog rata, te ponovno 1718. godine. Početkom 20. stoljeća uređuju se obala i pristanište.

## Zaštita
Pod oznakom Z-5051 zavedena je kao nepokretno kulturno dobro - kulturno-povijesna cjelina, pravna statusa zaštićena kulturnog dobra, klasificirano kao "kulturno-povijesna cjelina".